# Палий, Пётр Петрович
Пётр Петрович Палий (в некоторых наградных документах Пётр Петрович Полий; 1 мая 1922, Сергеевка — 5 февраля 1974, Днепропетровск) — старшина Красной армии, участник Великой Отечественной войны, полный кавалер ордена Славы.

## Биография
Родился 1 мая 1922 года в селе Сергеевка (ныне в Солонянском районе Днепропетровской области Украины) в семье крестьянина (по другим данным в семье рабочего), украинец. Окончил 8 классов школы. 
В Красной армии с июня 1941 года (по другим данным с 15 сентября 1941 года). Начал принимать участие в боях Великой Отечественной войны с апреля 1942 года (по другим данным с 10 августа того же года). Участвовал в битве за Кавказ, Крымской операции, Карпатско-Ужгородской наступательной операции, Западно-Карпатской наступательной операции, Моравско-Остравской наступательной операции и Пражской наступательной операции. Служил в 45-м горнострелковом полку 83-й горнострелковой дивизии (в 1943 году дивизия и полк были преобразованы в 128-ю гвардейскую горнострелковую дивизию и 315-й гвардейский горнострелковый полк). 
24 июля 1943 года в ходе боя близ станицы Неберджаевская (ныне Крымский район, Краснодарский край) наводчик миномёта Пётр Палий уничтожил две огневые точки и рассеял около роты солдат противника. 27 июля того же года приказом командира полка Пётр Палий был награждён медалью «За отвагу».
С 27 по 28 января 1944 года в ходе боя за высоту близ города Керчь (Крым) наводчик пулемёта Пётр Палий подавил огонь трёх пулемётных точек и уничтожил 10 вражеских солдат, что обеспечило захват позиции на этом участке. Во время последующего отражения контратаки противника Пётр Палий вёл огонь по пехоте противника, что способствовало отбитию контратаки. 15 февраля 1944 года приказом командира дивизии гвардии сержант Пётр Палий награждён орденом Славы 3-й степени.
5 мая 1944 года во время освобождения Севастополя командиром миномётного расчёта Петром Палием было уничтожено три вражеских огневых точки. В ходе дальнейших боёв лично уничтожил 7 солдат противника и 10 взял в плен. 20 июня 1944 года приказом командующего Приморской армией Пётр Палий был награждён орденом Славы 2-й степени.
С 20 сентября по 5 октября 1944 года в ходе Карпатско-Ужгородской наступательной операции, расчёт Петра Палия поддерживал огнём наступающие стрелковые подразделения. В ходе боёв за населённый пункт Боров (Прешовский край, Словакия) миномётчиками было уничтожено три пулемёта противника вместе с их расчётами, также был подавлен ещё один пулемёт, что обеспечило взятие населённого пункта советскими войсками. Во время отбития контратаки противника миномётчиками был уничтожен расчёт противотанковой пушки, также было рассеяно около двух взводов вражеской пехоты. 15 ноября 1944 года приказом командира корпуса Пётр Палий был награждён орденом Отечественной войны 2-й степени.
9 декабря 1944 года в ходе боёв близ населённых пунктов Бачков и Кравяни (Кошицкий край, Словакия) расчёт под командованием Петра Палия уничтожил два станковых пулемёта противника вместе с их расчётами, около 20 немецких солдат и подавил подавил огонь миномётной батареи, что обеспечило выполнение боевой задачи стрелкового подразделения. 24 марта 1945 года указом Верховного Совета СССР Пётр Палий был награждён орденом Славы 1-й степени, став полным кавалером ордена Славы.
30 апреля 1945 года в ходе боёв на подступах к Одеру близ города Моравска Острава (Моравскосилезский край, Чехия) миномётчики под командованием Петра Палия уничтожили два станковых пулемёта и один ручной пулемёт врага вместе с их расчётами, что обеспечило успешное наступление стрелковых подразделений. 8 мая того же года в ходе боёв за город Оломоуц (ныне Оломоуцкий край, Чехия) миномётный расчёт под командованием Петра Палия уничтожили один станковый пулемёт, один ручной пулемёт и более 15 солдат противника. 31 мая 1945 года приказом командира дивизии Пётр Палий был награждён орденом Красной Звезды.
Демобилизовался в октябре 1947 года в звании старшины. После демобилизации жил в Днепропетровске, где работал водителем на автобазе № 2. Скончался 5 февраля 1974 года.

## Награды
Пётр Петрович Палий был награждён следующими наградами:
- Орден Отечественной войны 2-й степени (15 ноября 1944)[1][2][3];
- Орден Красной Звезды (31 мая 1945)[1][2][4];
- Полный кавалер ордена Славы:

- Орден Славы 1-й степени (23 марта 1945 — № 409);
- Орден Славы 2-й степени (10 июня 1944 — № 1060);
- Орден Славы 3-й степени (15 февраля 1944 — № 3077);

- Медаль «За отвагу» (27 июля 1943)[1][2][8];
- также ряд прочих медалей[1][2].